# Хричиков Валерій Євгенович

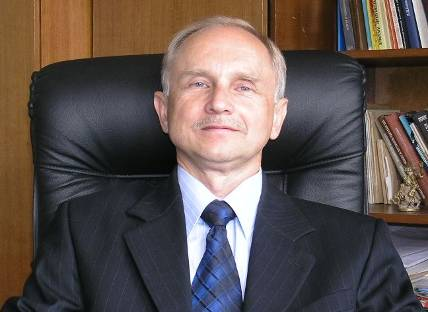
Хричиков Валерій Євгенович

Валерій Євгенович Хричиков (*13 серпня 1947) — учений у галузі ливарного виробництва. Доктор технічних наук, професор. Академік АН ВШ України з 2005 р. Лауреат Державної премії України в галузі науки і техніки.

## Біографія
Народився в м. Дніпропетровську. Після закінчення з відзнакою Дніпропетровського металургійного інституту в 1970 р. працював на кафедрі ливарного виробництва ДМетІ інженером, молодшим і старшим науковим співробітником, асистентом, доцентом, професором. У 1978 р. захистив кандидатську, в 1993 р. — докторську дисертацію. Професор (1997). З 2000 р. — завідувач кафедри ливарного виробництва. З 2002 по 2007 р. — завідувач кафедри ливарного виробництва навчально-наукового комплексу НМетАУ «Державний інститут підготовки та перепідготовки кадрів промисловості».

## Наукова діяльність
Основні наукові дослідження — в галузі спеціальних видів лиття, теорії затвердіння виливків і формування усадкових дефектів. Нові способи і конструкції ливарних форм упроваджені на вальцеливарних заводах України і Росії. Наукові розробки останніх років торкаються виробництва чавунних прокатних валів, комбінованого електродугового-електрошлакового обігріву надливів, моделювання процесів спрямованого затвердіння виливків в комбінованих ливарних формах, способів лиття з надливами під газовим тиском, модифікації розплавів з метою отримання кулястої форми графіту, технології модифікації чавунних розплавів ультрадисперсними частинками, розробки нових складів хімічно-твердіючих сумішей.
Автор 181 науково-методичної праці, в тому числі 40 винаходів. Співавтор розробленого і прийнятого МОН України галузевого стандарту вищої освіти за напрямком 0904 «металургія»: освітньо-кваліфікаційні характеристики та освітньо-професійні програми підготовки спеціалістів (7.090403) і магістрів (8.090403) за спеціальністю «ливарне виробництво чорних і кольорових металів», а також бакалавра-металурга (6.0904).
Член експертної ради ВАК України з металургії, заступник голови спеціалізованої вченої ради із захисту докторських і кандидатських дисертацій при НМетАУ, член навчально-методичної ради НМетАУ і електрометалургійного факультету, голова навчально-методичної комісії за напрямом 0904 «металургія» (пірометалургія). Член редколегії журналів «Металургійна і гірничорудна промисловість», «Теорія і практика металургії», «Системні технології», «Вісник донбаської машинобудівної академії», спеціалізованої вченої ради Д08.084.02 при Національній металургійній академії України, спеціалізованої вченої ради Д08.051.07 при Дніпропетровському національному державному університеті, навчально-методичної комісії Міносвіти за напрямком «Ливарне виробництво».

## Державні нагороди
- Державна премія України в галузі науки і техніки 2013 року — за підручник «Тверднення металів і металевих композицій». — Київ: НВП «Видавництво „Наукова думка“ НАН України», 2009. — 447 с. (у складі колективу)[1]